# Knić
Knić (Servisch: Кнић) is een gemeente in het Servische district Šumadija.
Knić telt 16.148 inwoners (2002). De oppervlakte bedraagt 413 km², de bevolkingsdichtheid is 39,1 inwoners per km².

## Plaatsen in de gemeente
| - Bajčetina - Balosave - Bare - Bečevica - Borač - Brestovac - Brnjica - Bumbarevo Brdo - Vrbeta - Vučkovica - Grabovac - Grivac | - Gruža - Guberevac - Guncati - Dragušica - Dubrava - Žunje - Zabojnica - Kikojevac - Kneževac - Knić - Konjuša - Kusovac | - Leskovac - Lipnica - Ljubić - Ljuljaci - Oplanić - Pajsijević - Pretoke - Radmilović - Rašković - Sumorovac - Toponica - Čestin |